# Centro Interescolar de Línguas
Os Centros Interescolares de Línguas (CIL), são instituições de ensino brasileiras que oferecem o ensino de línguas estrangeiras modernas a alunos da rede pública de ensino do Distrito Federal. São 17 unidades distribuídas em 16 regiões administrativas do Distrito Federal. Pode-se estudar inglês, espanhol, francês, alemão e japonês. Os CIL's possuem dois currículos: um com duração de 6 anos (Currículo Pleno, composto por 1A, 1B, 1C, 1D, 2A, 2B, 2C, 2D, 3A, 3B, 3C e 3D ) para os alunos que ingressam no ensino fundamental e outro com duração de 3 anos (Currículo Específico, composto por E1, E2, E3, E4, E5 e E6) para os que ingressam no ensino médio, EJA ou comunidade em geral. 

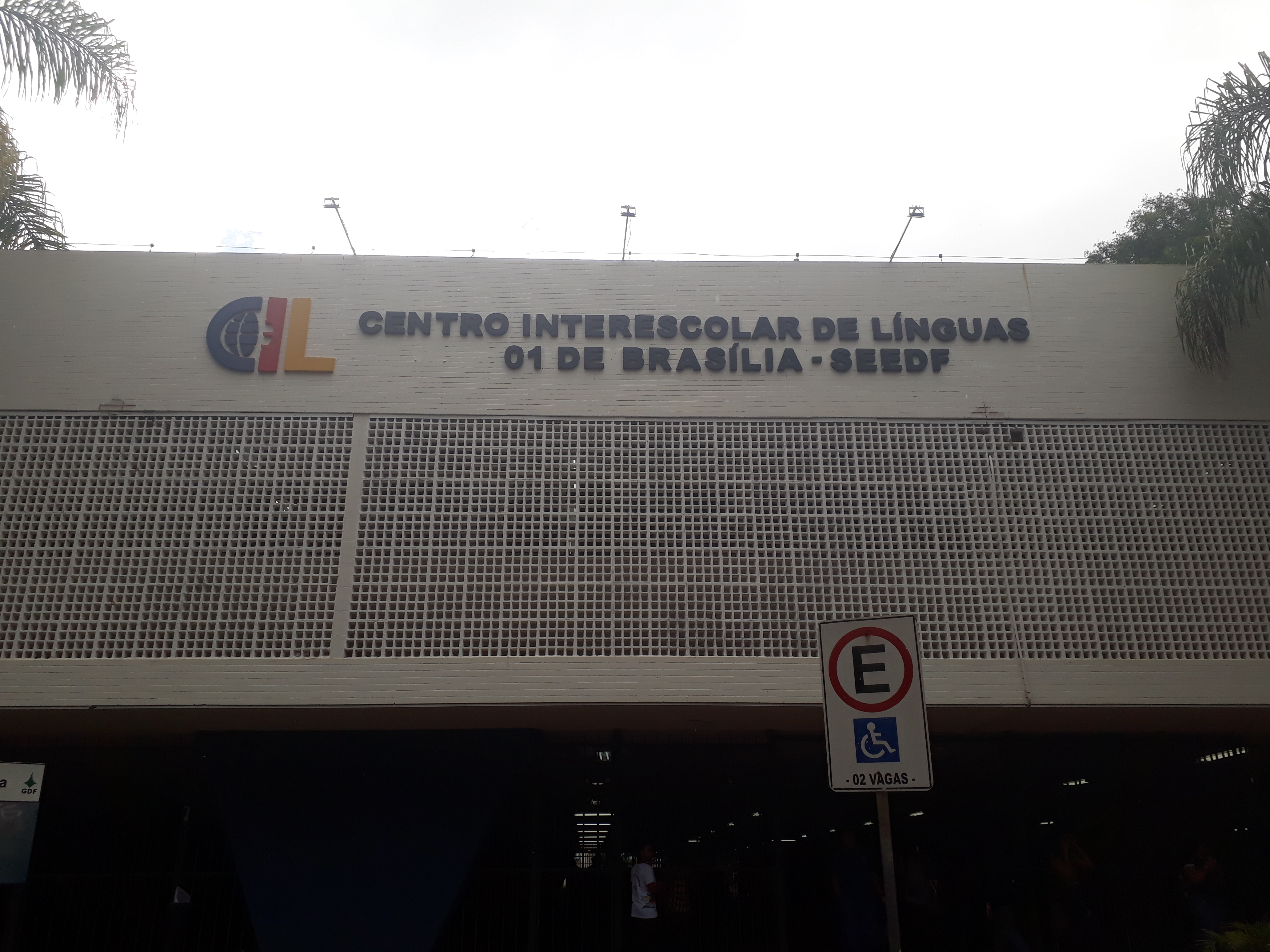
Fachada do Centro Interescolar de Línguas 01 de Brasília

## Fundação
A criação do CIL foi idealizada pela professora Nilce do Val Galante, inspirada em um modelo usado em um centro nos [Estados Unidos] que ensinava línguas estrangeiras a alunos de instituições de ensino públicas. O projeto da professora foi aprovado pela Resolução nº 40, de 14 de agosto de 1975, que permitiu a criação da Centro Interescolar de Línguas 01 de Brasília.
O centro funcionou inicialmente na Escola Normal de Brasília, mas depois foi transferido para um espaço oferecido pelo Centro Educativo Elefante Branco, onde era possível para alunos de algumas instituições de ensino próximas praticar a língua estrangeira no CIL em um horário contrário ao das aulas do ensino regular.
Em 1985 foram criadas outras unidades do CIL, expandindo o ensino de línguas estrangeiras para várias cidades do Distrito Federal.

## Estrutura do CIL 01
A estrutura do CIL é organizada de tal forma que os alunos aproveitam ao máximo o ambiente para aprender as línguas estudadas.
- Salas de aula

O CIL possui várias salas de aula onde os alunos aprendem o idioma escolhido, utilizando o livro didático e também material feito pelo professor, que pode usar o projetor para dinamizar as aulas. As aulas acontecem nos turnos da manhã, tarde e noite.
- Auditório

Espaço utilizado para apresentações de eventos que acontecem no CIL e também onde ocorre o projeto CineCil.
- Sala de Recursos

Espaço adaptado onde professores especializados na área de educação especial ensinam as línguas oferecidas no CIL a alunos com deficiência auditiva, física, intelectual, mental ou visual, que têm um Transtorno Global de Desenvolvimento - TGD; ou com Alta Habilidade e Dons - AH / S .
- Serviço de Orientação Educacional (SOE)

O SOE é um espaço que pais, alunos e professores podem procurar para entender a importância de aprender uma língua estrangeira e como o aluno pode tirar o máximo proveito das aulas .
- Biblioteca Nilce do Val Galante

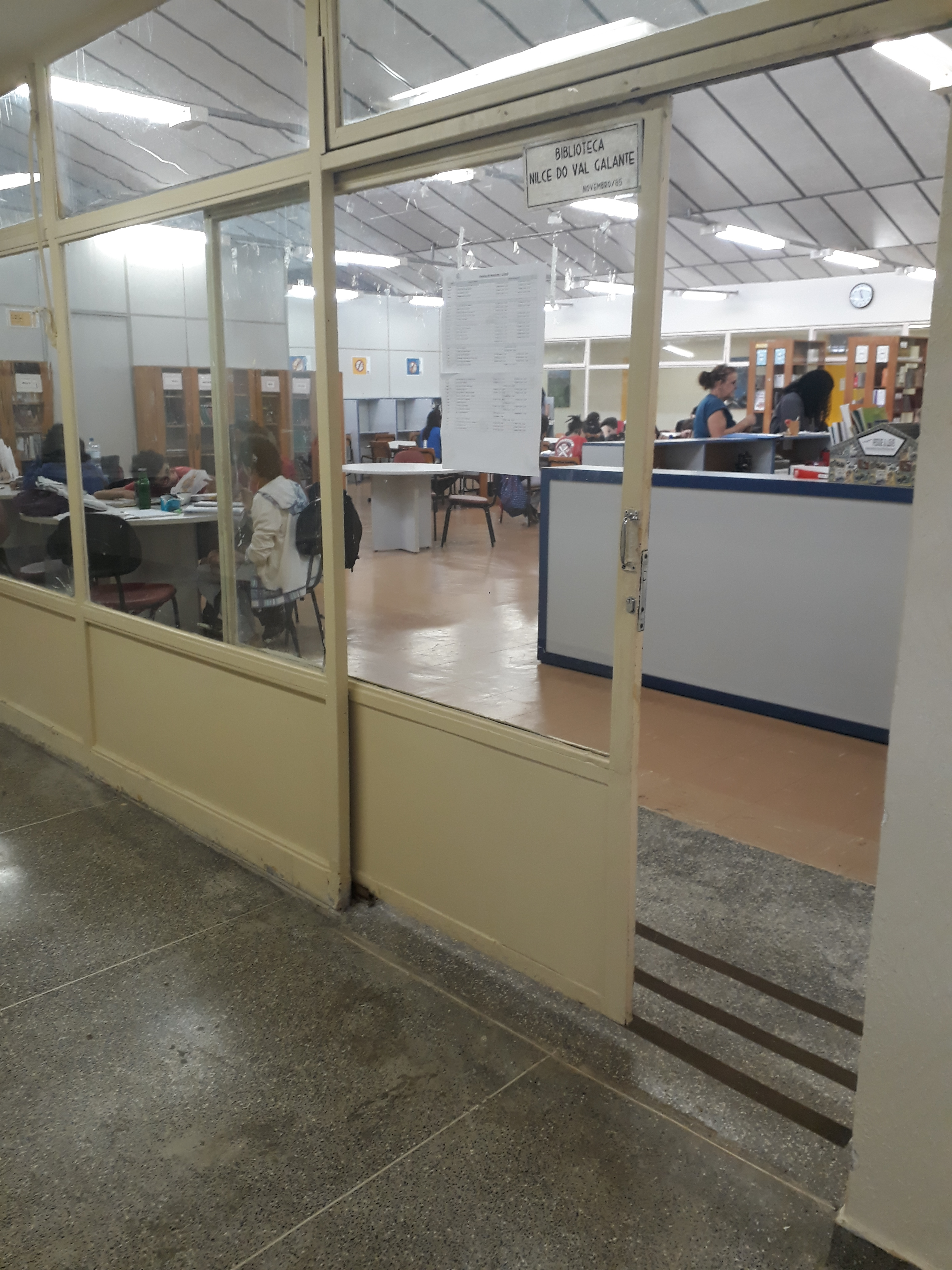
Entrada da Biblioteca Nilce do Val Galante

Este espaço foi batizado em homenagem ao idealizador do centro e tem uma enorme coleção de livros, revistas, dicionários em diferentes idiomas oferecidos pelo CIL.
- Laboratório de informática;

Espaço criado para usar a tecnologia como ferramenta de aprendizagem de línguas estrangeiras .
- Centro de Referência de Língua Inglesa

Em 2012 foi fundado o centro, que foi concebido pela Embaixada dos Estados Unidos em Brasília, com o objetivo de ampliar o conhecimento da língua inglesa para os alunos e proporcionar aos professores um espaço com um grande acervo que ajuda no planejamento das aulas .

## Projetos
Ao longo do ano, os centros interescolares realizam diferentes projetos com diferentes objetivos que vão desde incentivar os alunos a buscar mais sobre a língua que estudam, difundir a história e a cultura de diferentes países, mostrar a importância da educação inclusiva e arrecadar fundos através de eventos para fazer melhorias nos centros interescolares. Vejamos alguns dos projetos que o centro interescolar oferece:
- Feira do Livro

Todos os anos a feira do livro é celebrada na biblioteca Nilce do Val Galante. Os livros doados são colocados à venda a preços simbólicos, com o objetivo de incentivar a leitura de livros em línguas estrangeiras que são ensinados no CIL.
- Monitoramento

É um projeto em que os alunos interessados em ajudar seus colegas e também aprofundar seus conhecimentos do idioma, voluntariam-se e assinam o compromisso por um semestre, em um momento de sua escolha, ficam na biblioteca do CIL para ajudar os alunos que têm dúvidas sobre o idioma.
- Semana da Francofonia

O projeto é anual e visa a divulgação da língua francesa. Diferentes atividades são realizadas para permitir que os alunos aprendam mais sobre os países francófonos e discutam a importância da língua.
- Feira Internacional

É um projeto anual onde os alunos pesquisam a cultura, a história, a gastronomia dos países que falam a língua estudada. Em cada sala de aula há uma organização com os dados coletados para que os alunos apresentem aos outros colegas o que aprenderam, tendo como objetivo que eles possam "visitar outros países" através dessas apresentações.
- Festival do Bolo

Os alunos doam bolos que são vendidos a preços simbólicos e aproveitam a oportunidade para confraternizar com outros colegas.
- Cerimônia de formatura

É um evento organizado pelo CIL para os alunos que terminaram o último nível. Neste evento, os alunos fazem um discurso na língua estudada e celebram o fim de um ciclo de muitas aprendizagens.
- CineCil

O projeto visa proporcionar aos alunos o acesso a filmes de diretores e atores de diferentes países.
- Cursos de Formação Complementar (CFC)

Cursos extras são oferecidos a cada semestre sobre a cultura de certos países, a importância das línguas e cursos de conversação.
- Ensino LEM para Surdos

O projeto é oferecido exclusivamente a alunos surdos da educação básica e Educação de Jovens e Adultos (EJA). A língua é ensinada por uma professora especializada em educação especial e utiliza metodologia bilíngue (Libras/Inglês) para que os alunos possam aprender a língua estrangeira.

## Referencias
1. ↑  «Centro Interescolar de Língua (CIL) – Secretaria de Estado de Educação do Distrito Federal». Consultado em 23 de abril de 2019
2. ↑  «Nossa história | CIL | Alemão | Espanhol | Francês | Inglês». Consultado em 23 de abril de 2019
3. 1 2 3 4 5  «Nossos Espaços | CIL | Alemão | Espanhol | Francês | Inglês». Consultado em 23 de abril de 2019
4. ↑  «Projeto Político Pedagógico do CIL 01 de Brasília - CRE Plano Piloto – Secretaria de Estado de Educação do Distrito Federal» (PDF). Consultado em 23 de abril de 2019